# Craig Jones (musiker)
Craig "133" Jones, född 11 februari 1972, är en amerikansk musiker.
Jones var medlem i bandet Slipknot mellan 1996 och 2023, och där var han den mest tillbakadragne bandmedlemmen. Han brukar aldrig ge intervjuer. Han har fått smeknamnet "133" efter hastigheten på den dator som han hade när han blev medlem i Slipknot. I Slipknot hade han nummer fem och var sampler och keyboardist. Innan han började som sampler spelade han gitarr. I juni 2023 meddelade bandet att Craig Jones lämnade bandet.